# Pierre de Selve dit de Monteruc
Pour les articles homonymes, voir Selve.
Pierre de Selve dit de Monteruc, le cardinal de Pampelune, né au château de Donzenac, en Limousin (dans l'actuel département de la Corrèze), et mort à Avignon, le 20 mai 1385 (dans le calendrier julien) soit le 30 mai 1385 (dans le calendrier grégorien), est un cardinal français. 
Il est neveu du pape Innocent VI, par sa mère, sœur du pape, et oncle du cardinal Ranulphe de Selve dit de Monteruc (1351-1382).

## Repères biographiques
Pierre de Selve dit de Monteruc étudie à l'université de Toulouse. Il est chanoine à la cathédrale d'Amiens, prévôt de Saint-Pierre de Lille et reçoit des canonicats et archidiaconats à Elne, Avranches et Lille. Il fut également chanoine et trésorier à la cathédrale de Bayeux et protonotaire apostolique. 
Le 20 novembre 1355 Pierre de Monteruc est élu évêque de Pampelune, mais il ne sera jamais consacré car les habitants de Pampelune résistent à la nomination d'un évêque imposée par le pape. 
Lors du consistoire du 23 décembre 1356, il est nommé Cardinal-prêtre de S. Anastasia par son oncle, le pape Innocent VI (1282-1362). 
Pierre de Selve dit de Monteruc participe au conclave de 1362 lors duquel Urbain V est élu, puis au conclave de 1370 lors de l'élection de Grégoire XI (1329 ou 1331-1378). 
Il est nommé vice-chancelier et chancelier de la Sainte Église à Avignon, mais il refuse de partir à Rome avec le pape Grégoire XI. 
Pierre de Selve dit de Monteruc ne participa pas au conclave de 1378 pour l'élection d'Urbain VI (1318-1389) et de l'antipape Clément VII (1342-1394) car il est resté à Avignon. 
En 1382, il fonde le collège Sainte-Catherine à Toulouse. 
Il sera le dernier cardinal à Avignon à joindre l'antipape. 
Le pape Urbain VI ne le dépouille pas officiellement de la fonction de chancelier mais nomme son neveu Ranulphe de selve dit de Monteruc (1351-1382) comme régent de la chancellerie apostolique.
Il fut inhumé en 1385 à Villeneuve-lès-Avignon, dans l'actuel département du Gard, à la chartreuse Notre-Dame-du-Val-de-Bénédiction, dans la chapelle double Saint-Michel et Saint-Bruno.

## Armoiries
Le cardinal Pierre de Monteruc portait un blason de gueules au chevron d’argent, accompagné en chef de deux étoiles et en pointe d’un rocher, le tout du même.

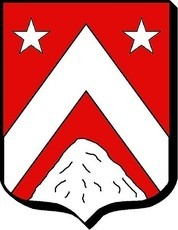
Armoiries de "de SELVE dit de Monteruc", Corrèze